# Бар (питейное заведение)
Бар (англ. bar) — предприятие общественного питания, оборудованное барной стойкой и реализующее в зависимости от специализации безалкогольные, горячие и прохладительные напитки, коктейли, холодные и горячие закуски и блюда в ограниченном ассортименте, покупные товары.
Бар может являться частью ресторана; «бары», являющиеся частью гостиницы, также известны под наименованиями «лонг барс» (англ. long bars) или «хотел лаунджес» (англ. hotel lounges).

## Происхождение термина
Термин «бар» произошёл от названия специализированной барной стойки.

## Виды баров
Вид бара зависит от:
- ассортимента реализуемой продукции и способа приготовления продукции общественного питания:
  - бар винный,
  - безалкогольный бар — бар, продающий безалкогольные напитки и лёгкие закуски[3][~ 1];
  - пивной (паб-бар — от англ. Pub — сокращение от Public house, буквально «публичный дом» в значении места сбора населения) — той же концепции, что и таб-бар, но с более широким ассортиментом продукции и более высокими ценами; обслуживают только официанты; обычно такие бары делятся по интересам.
  - кофейный,
  - десертный,
  - молочный,
  - коктейль-бар,
  - гриль-бар,
  - снэк-бар (или «снек-бар», от англ. snack — «лёгкая закуска») — закусочная, буфет, маленькое кафе; в англоязычных странах snack — общее название лёгких блюд, предназначенных для «перекуса» — утоления голода между основными приёмами пищи[4][5].
  - фитобар (от греч. phyton — «растение» и греч. bar — «стойка, буфет») — специализированный отдел (в фитоцентре) по продаже и потреблению чаев, отваров, настоев и напитков из лекарственных трав, обычно при аптеках, санаториях, спортивных залах общего или специального назначения (залы для волейбола, баскетбола, бадминтона, боулинга и др.)[6][7]. Фитобары получили широкое распространение благодаря возросшему интересу в медицине к фитотерапии благодаря отказу от применения синтетических лекарственных средств, имеющих нежелательные побочные эффекты; также во всём мире наблюдается тенденция увеличения продолжительности жизни, что приводит к увеличению численности пожилых людей, которым свойственна повышенная чувствительность к лекарствам и подверженность хроническим заболеваниям. Фитобары также организовывают приготовление и раздачу блюд, в которых использованы только натуральные, экологически чистые, обогащённые пищевые продукты, которые предлагаются в дополнение к привычному рациону питания для восполнения дефицита витаминов, минералов и других полезных веществ в организме.
  - суши-бар и пр.;
- специфики обслуживания потребителей и (или) организации досуга (развлечений):
  - видео-бар — бар с показом видеофильмов, видеороликов, видеопрезентаций и т. д.;
  - кино-бар (см. кино),
  - варьете-бар (мюзик-холл, от англ. music hall или варьете, фр. variété) — бар с музыкой развлекательного жанра, который был в моде между 1850 и 1960 годами.
  - диско-бар (от англ. Disco — букв. «дискотека») — бар с диско — жанром танцевальной музыки XX века, возникшим в начале 1970-x годов.
  - танцевальный бар (данс холл — от англ. Dance Hall).
  - лобби-бар (от англ. Lobby — «вестибюль») — бар, расположенный на первом этаже гостиницы, в холле;
  - мобил-бар — мобильный (передвижной) бар;
  - офис-бар — бар при офисе, где бармены и официанты обслуживают сотрудников фирмы в течение дня; во время обслуживания переговоров бармен или официант сначала принимает заказ, чтобы не беспокоить клиента вопросами и не отвлекать от обсуждаемой темы;
  - сервери-бар — бар, обслуживающий различные банкеты, приёмы по предоплате или по чекам;
  - экспресс-бар — бар быстрого обслуживания.
  - пул-бар (от англ. рool — «бассейн») — бар с бассейном;
  - бикини-бар — бар с привлекательными девушками-официантками, обнажёнными до пояса (топлес);
  - стрип-бар или стриптиз-бар (от англ. strip — «раздеваться» и tease — «дразнить») — бар с выступлениями обнажающихся артистов — стриптизёров.
  - бар «Ночной клуб» (или «клубный бар») — танцевальный бар с современной быстрой и (или) «тяжёлой» музыкой, работающий обычно ночью.
  - джук-джойнт[8] — американские дешёвые бары, дансинги, придорожные забегаловки с музыкальными автоматами, которые посещали работники плантаций.
  - лаунж-бар (от англ. lounge — «праздное времяпрепровождение», lounge music — «музыка для холла») — бар с лёгкой фоновой музыкой, отличается повышенной комфортностью.
- местонахождения:
  - в жилых и общественных зданиях, в том числе:
    - в отдельно стоящих зданиях, зданиях гостиниц, вокзалов; в культурно-развлекательных и спортивных объектах;

  - в зонах отдыха;
- интересов потребителей:
  - байкер-бар — бар, часто посещаемый байкерами.
  - спорт-бар — бар, посещаемый спортивными болельщиками, которые ходят туда смотреть спортивные матчи в компании с другими болельщиками.
  - гей-бар — бар для геев и лесбиянок для встреч и знакомств; с появлением Интернета, социальных сетей и усиливающимся признанием прав ЛГБТ-сообщества актуальность гей-баров как центров гей-культуры несколько уменьшилась[9]. Другие названия: бар для мальчиков (англ. boy bar); бар для девочек (англ. girl bar); гей-клуб (англ. gay club); гей-паб (англ. gay pub); квир-бар (англ. queer bar); лесби-бар (англ. lesbian bar); дайк-бар (англ. dyke bar).
  - гей-фрэндли-бар — бар, который также приглашает геев и лесбиянок, хотя и не является гей-баром.
  - коп-бар — бар, часто посещаемый полицейскими (копами) в свободное от дежурства время.
  - вега-бар — бар для вегетарианцев, без спиртных напитков.
  - таб-бар — небольшое заведение со стандартным ассортиментом продукции (обычно разливное пиво, недорогие безалкогольные и алкогольные напитки — водка, ром, текила; коктейли не делают) и обслуживанием барменом без официантов. Отличительная особенность таб-бара, в отличие от паб-бара — наличие тотализатора: по телевизору обязательно показывают различные спортивные мероприятия: скачки, собачьи бега и др., ставки на которые делаются прямо в баре. Дополнительно могут быть установлены бильярд, игральные автоматы.

## Особенности баров в разных странах

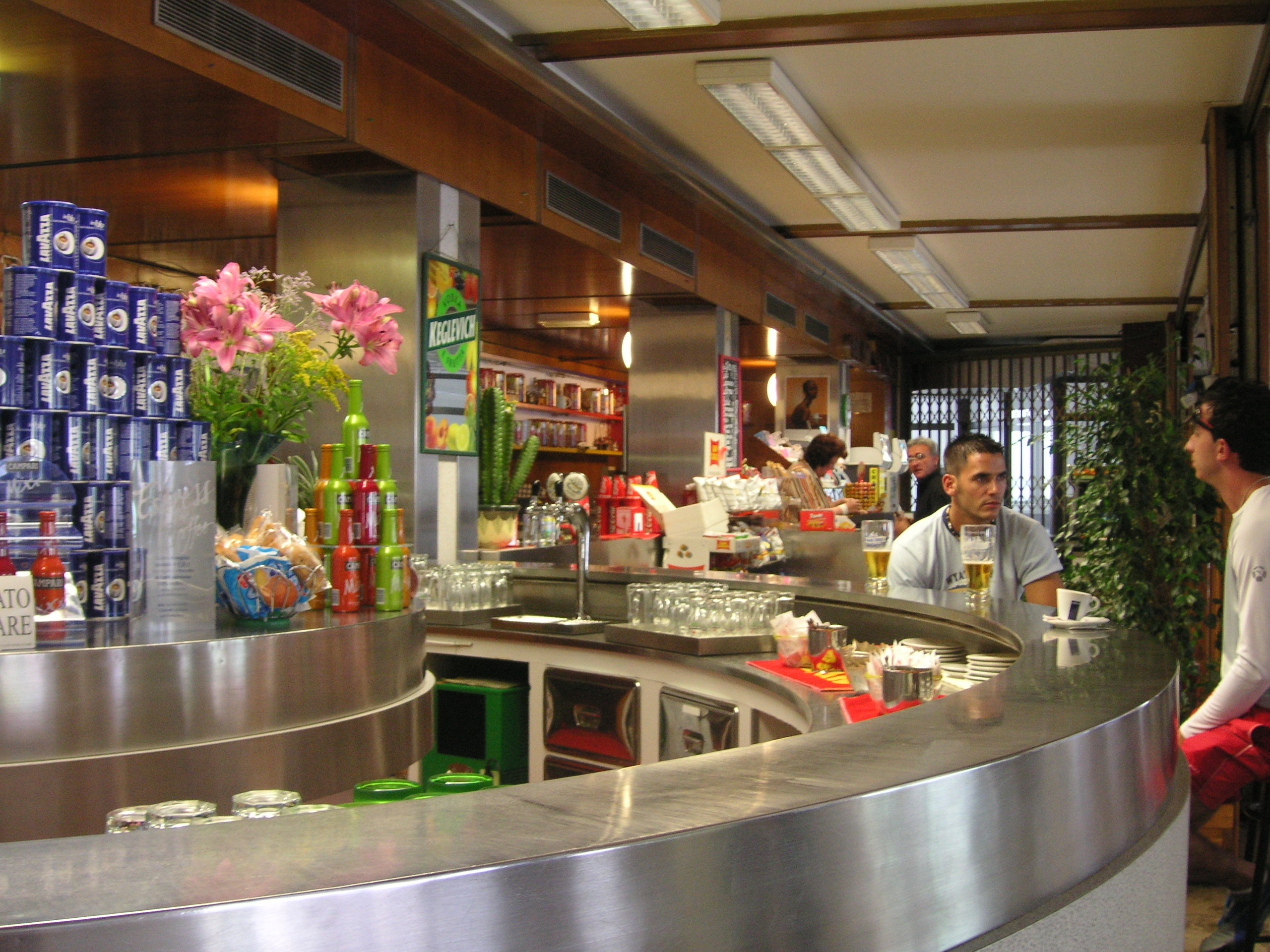
Бар автовокзала в Удине, Италия

### США

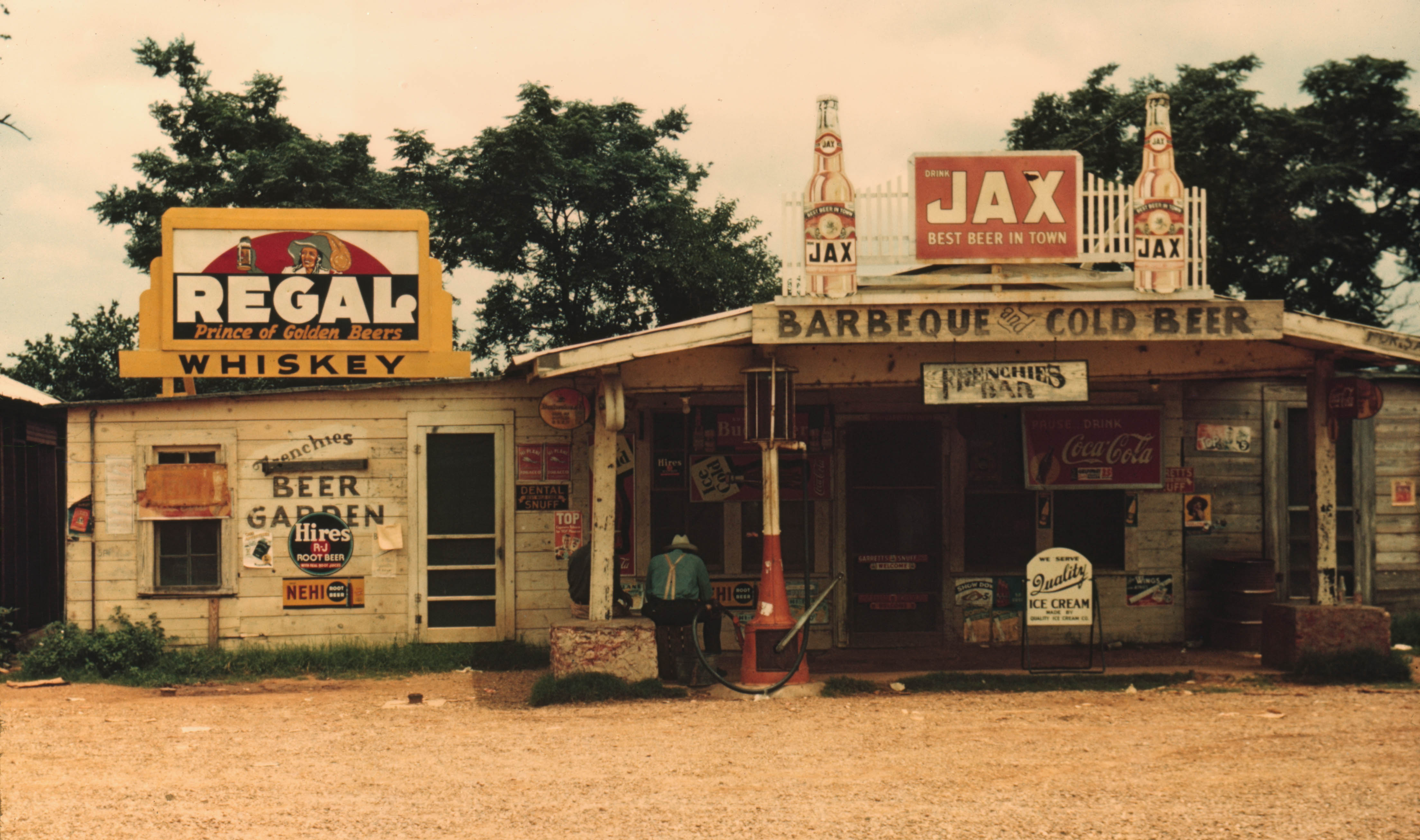
Бар времен Великой депрессии в Мелроус, Луизиана

В Соединённых Штатах Америки часто существуют юридические отличия между ресторанами, барами, и даже типами баров. Эти отличия разные в разных штатах, и даже в разных муниципалитетах.
Пивным барам (иногда называемым тавернами или пабами) официально разрешено продавать только пиво, иногда вино, сидр и другие слабоалкогольные напитки. Ликёрные бары продают всё, начиная с пива и заканчивая крепкими алкогольными напитками.

### Россия
В России рестораны и бары по уровню обслуживания и номенклатуре предоставляемых услуг подразделяют на три класса — «люкс», «высший» и «первый», которые должны соответствовать следующим требованиям:
- «люкс» — широкий выбор услуг, предоставляемых потребителям, высокий уровень комфортности и удобство размещения потребителей в зале, широкий ассортимент оригинальных, изысканных заказных и фирменных блюд, изделий, характерных для ресторанов, широкий выбор заказных и фирменных напитков, коктейлей для баров, изысканная сервировка столов, фирменный стиль, специфика подачи блюд, эксклюзивность и роскошь интерьера;
- «высший» — большой выбор услуг, предоставляемых потребителям, комфортность и удобство размещения потребителей в зале, разнообразный ассортимент оригинальных, изысканных заказных и фирменных блюд и изделий для ресторанов, широкий выбор фирменных и заказных напитков и коктейлей — для баров, фирменный стиль, изысканность и оригинальность интерьера;
- «первый» — определённый выбор услуг, предоставляемых потребителям, разнообразный ассортимент фирменных блюд и изделий и напитков сложного изготовления, характерный для ресторанов, широкий или специализированный ассортимент напитков и коктейлей, в том числе заказных и фирменных для баров, гармоничность и комфортность интерьера.